# Wolodymyr Raskatow
Wolodymyr Serhijowytsch Raskatow (ukrainisch Володимир Сергійович Раскатов; * 23. Oktober 1957 in Saporischschja, Ukrainische SSR; † 11. Januar 2014 in Chișinău, Republik Moldau) war ein sowjetischer Schwimmer. Er gewann eine Silber- und eine Bronzemedaille bei Olympischen Spielen und eine Goldmedaille bei Europameisterschaften.

## Karriere
Wolodymyr Raskatow von Avanhard Saporischschja gewann 1976 den sowjetischen Meistertitel über 400 Meter Freistil. 1977 wurde er über diese Strecke Zweiter und 1978 Dritter der sowjetischen Meisterschaften. 1977 war er Dritter über 200 Meter Freistil.
Bei den Olympischen Spielen 1976 in Montreal schwamm die sowjetische 4-mal-200-Meter-Freistilstaffel mit Andrei Smirnow, Wladimir Michejew, Wolodymyr Raskatow und Sergei Kopljakow im Vorlauf in 7:33,21 Minuten einen neuen olympischen Rekord, der allerdings im nächsten Vorlauf von dem Quartett aus den Vereinigten Staaten mit einem neuen Weltrekord von 7:30,33 Minuten unterboten wurde. Im Finale blieben beide Staffeln unter dieser Zeit. Die US-Staffel verbesserte den Weltrekord auf 7:23,22 Minuten, dahinter stellten Wolodymyr Raskatow, Andrei Bogdanow, Sergei Kopljakow und Andrei Krylow in 7:27,97 einen neuen Europarekord auf und erschwammen den zweiten Platz mit über vier Sekunden Vorsprung auf die drittplatzierten Briten. Gemäß den bis 1980 gültigen Regeln erhielten nur die Schwimmer Medaillen, die im Endlauf eingesetzt wurden. Am Tag nach der Staffelentscheidung wurde der Wettbewerb über 400 Meter Freistil ausgetragen. Im Vorlauf schwamm Raskatow in 3:57,56 Minuten einen neuen Europarekord und die drittschnellste Zeit. Im Endlauf stellte Brian Goodell aus den Vereinigten Staaten in 3:51,93 Minuten einen neuen Weltrekord auf und siegte vor seinem Landsmann Tim Shaw. Dahinter verbesserte Raskatow in 3:55,76 Minuten seinen Europarekord und gewann die Bronzemedaille vor dem Brasilianer Djan Madruga.
Im Jahr darauf bei den Europameisterschaften 1977 in Jönköping schied Raskatow über 400 Meter Freistil im Halbfinale aus. Die sowjetische 4-mal-200-Meter Freistilstaffel mit Raskatow, Sergei Russin, Sergei Kopljakow und Andrei Krylow siegte in 7:28,21 Minuten vor den beiden deutschen Staffeln aus West und Ost.
Raskatow arbeitete nach seiner aktiven Laufbahn als Schwimmtrainer, zuletzt in der Republik Moldau.